# Campo di rieducazione attraverso il lavoro di Masanjia
Il campo di lavoro di Masanjia (in cinese semplificato: 马三家劳教所; in cinese tradizionale: 馬三家勞教所; pinyin: Mǎsānjiā Láojiào Suǒ) è un campo di rieducazione attraverso il lavoro che si trova nel distretto di Yuhong vicino alla città di Shenyang, nella provincia del Liaoning in Cina. La struttura è talvolta chiamata Scuola di educazione ideologica della Provincia di Liaoning. Aperto nel 1956, venne ampliato nel 1999 così da poter incarcerare e "rieducare" i praticanti del Falun Gong, una disciplina spirituale.
Secondo quanto riferito dai prigionieri una volta usciti, i praticanti del Falun Gong ammontano al 50–80% dei carcerati presenti nel campo di lavoro. Gli altri sono semplici criminali, prostitute, tossicodipendenti, petizionisti e membri di entità religiose non approvate dal governo come la Chiesa domestica.
Praticanti del Falun Gong hanno reso pubbliche le condizioni e gli abusi dei diritti umani nel campo di lavoro, che descrivono come il peggiore presente in tutta la Cina. Oltre ai lavori forzati i prigionieri hanno riferito di essere stati torturati con i bastoni elettrici, obbligati all'alimentazione forzata, a periodi di isolamento e altre forme di abusi. Queste accuse hanno ricevuto l'interesse della comunità internazionale nel 2013 quando un magazine ha pubblicato una inchiesta sul campo di Masanjia. Il pezzo venne poi rimosso dopo che la Cina dichiarò che pubblicare notizie al riguardo era proibito.

## Istituzione
Il campo di lavoro di Masanjia è stato istituito il 9 marzo 1956. In accordo con le pratiche di rieducazione attraverso il lavoro presenti in Cina, i prigionieri potevano essere trattenuti senza alcun processo, spesso per crimini minori o attività politiche considerate illegali. Nel luglio 1999 il leader cinese Jiang Zemin dette il via a una campagna di repressione contro il Falun Gong, un gruppo spirituale che aveva decine di milioni di aderenti. Coloro che rifiutavano di abbandonare la pratica venivano trasferiti nei campi di lavoro per essere "trasformati". Per poter portare avanti la repressione, il campo di lavoro di Masanjia venne allargato nell'ottobre 1999. Una seconda divisione femminile venne istituita per trattenere le donne praticanti del Falun Gong.

## Popolazione carceraria
Secondo una inchiesta del New York Times pubblicata nel giugno 2013, i praticanti del Falun Gong e i membri delle Chiese domestiche, costituivano la maggioranza dei prigionieri. Oltre a loro vi erano prostitute, tossici, e quei petizionisti che erano considerati troppo insistenti dalle autorità locali. Ex prigionieri hanno descritto che i praticanti del Falun Gong erano stati oggetto di prolungati abusi.
Nonostante le autorità cinesi non abbiano rilevato il numero esatto degli aderenti del Falun Gong tenuti prigionieri nei campi di rieducazione attraverso il lavoro, nel gennaio 2001 confermarono la presenza di almeno 470 praticanti del Falun Gong nel campo di Masanjia. Nell'agosto 2001, i mezzi di comunicazione statali pubblicarono articoli su come il campo di lavoro avesse avuto "successo nel rieducare oltre il 90 per cento delle 1.000 praticanti del Falun Gong tenute in custodia".

## Accuse di tortura
Inchieste e articoli su casi di tortura avvenuti a Masanja vengono costantemente pubblicati. Secondo un ex prigioniero, intervistato dal New York Times, gli abusi peggiori sono rivolti contro i praticanti del Falun Gong; altri gruppi subiscono comunque abusi.
Yuan Ling, un giornalista cinese, ha intervistato ex detenuti di Masanja per 5 anni. Ha detto che le punizioni fisiche sono comuni, e che alcune donne sono rimaste paralizzate. Uno degli ex detenuti intervistati da Yuan per la rivista cinese umanitaria  Lens Magazine, ha descritto i metodi di tortura che venivano usato nel campo: i detenuti venivano colpiti alla faccia con i manganelli elettrici, appesi per le braccia e bastonati. 
Un altro metodo era quello della "panca della tigre": la vittima viene messa a sedere su una panca, legata al bacino e piegata in avanti con le mani e i piedi immobilizzati. Dei mattoni vengono messi sotto i suoi talloni per sollevare le gambe.
Nel "letto della morte" la vittima viene distesa con le braccia e le gambe aperte e legate, e lasciata lì per lunghi periodi di tempo. "Potrebbe esserci un foro da usare per i propri bisogni ma non è detto", si legge in un articolo pubblicato sul International Heral Tribune. 
Ex prigioniere hanno raccontato anche di essere state rinchiuse in isolamento per mesi, in celle di due metri quadrati; senza il bagno. Le donne hanno dovuto fare i loro bisogni sul pavimento. Wang Chunying, detenuta a Masanja nel 2007, ha raccontato in una intervista a Japan Times di essere stata ammanettata a un letto a castello per 16 ore, senza poter mangiare, bere o dormire. Un'altra donna ha dichiarato di aver subito un simile trattamento per due settimane consecutive.

## Masanja nei mezzi di comunicazione
Il 23 dicembre 2012 il giornale americano The Oregonian ha pubblicato un articolo su una donna di Portland, Julie Keith. Julie aveva trovato una lettera, scritta sia in cinese che in inglese, che era stata nascosta dentro le decorazioni di Halloween che aveva comprati anni prima da Kmart. Nella lettera, la cui autenticità venne poi verificata dalla CNN, si diceva che le decorazioni erano state assemblate nella Unità 8, Dipartimento 2 del campo di lavoro forzato di Masanja. 
Il testo descriveva le condizioni di vita nel campo, sottolineando che molti dei prigionieri erano praticanti del Falun Gong, arrestati senza alcun provesso. La legge degli Stati Uniti proibisce l'importazione di beni prodotti tramite il lavoro forzato. L'agenzia per il controllo dell'immigrazione americana ha quindi indagato sulle accuse presenti nella lettera. Kmart ha dichiarato di non essere in grado di collegare il prodotto in essere, delle tombe di plastica, al campo di lavoro. Nel 2013, colui che era considerato l'autore della lettera venne allo scoperto a Pechino. L'uomo disse di chiamarsi Zhang, di essere un praticante del Falun Gong e di essere stato arrestato e imprigionato nel campo di Masanja. Zhang ha detto di aver scritto una ventina di lettere e di averle nascoste all'interno dei prodotti destinati all'esportazione nei Paesi di lingua inglese. La sua storia è stata narrata nel documentario Letter from Masanjia distribuito nel 2018.
Nell'aprile 2013, la rivista Lens Magazine pubblicò una inchiesta di 14 pagine sugli abusi avvenuti nel campo di lavoro di Masanjia. Il pezzo è stato realizzato dopo aver intervistato una ventina di ex detenuti. L'articolo ha causato forti reazioni all'interno della Cina, portando a chiedere ancora una volta la chiusura del sistema dei campi di lavoro. Due giorni dopo la pubblicazione dell'articolo circa 420.000 persone avevano lasciato un commento online. Il giorno seguente il Dipartimento centrale di Propaganda del PCC pubblicò un annuncio volto a proibere i mezzi di comunicazione dal ripubblicare o commentare l'inchiesta di Lens Magazine.
Poco dopo l'articolo di Lens il regista ed ex fotografo del New York Times Du Bin ha pubblicato un documentario sul campo di lavoro di Masanja. Il film è stato proibito in Cina e Du Bin è stato arrestato.